# Gynura panershenia
Gynura panershenia là một loài thực vật có hoa trong họ Cúc. Loài này được Z.Y.Zhu mô tả khoa học đầu tiên năm 2006.